# Anni Rehborn
Käthe Wilhelmina Anna Rehborn –conocida como Anni Rehborn– (25 de agosto de 1904-15 de enero de 1986) fue una deportista alemana que compitió en natación. Ganó una medalla de bronce en el Campeonato Europeo de Natación de 1927 en la prueba de 4 × 100 m libre.

## Palmarés internacional
| Campeonato Europeo | Campeonato Europeo | Campeonato Europeo | Campeonato Europeo |
| Año                | Lugar              | Medalla            | Prueba             |
| ------------------ | ------------------ | ------------------ | ------------------ |
| 1927               | Bolonia (Italia)   | Medalla de bronce  | 4 × 100 m libre    |